# シュレースヴィヒ＝ホルシュタイン＝ゾンダーブルク＝ヴィーゼンブルク家

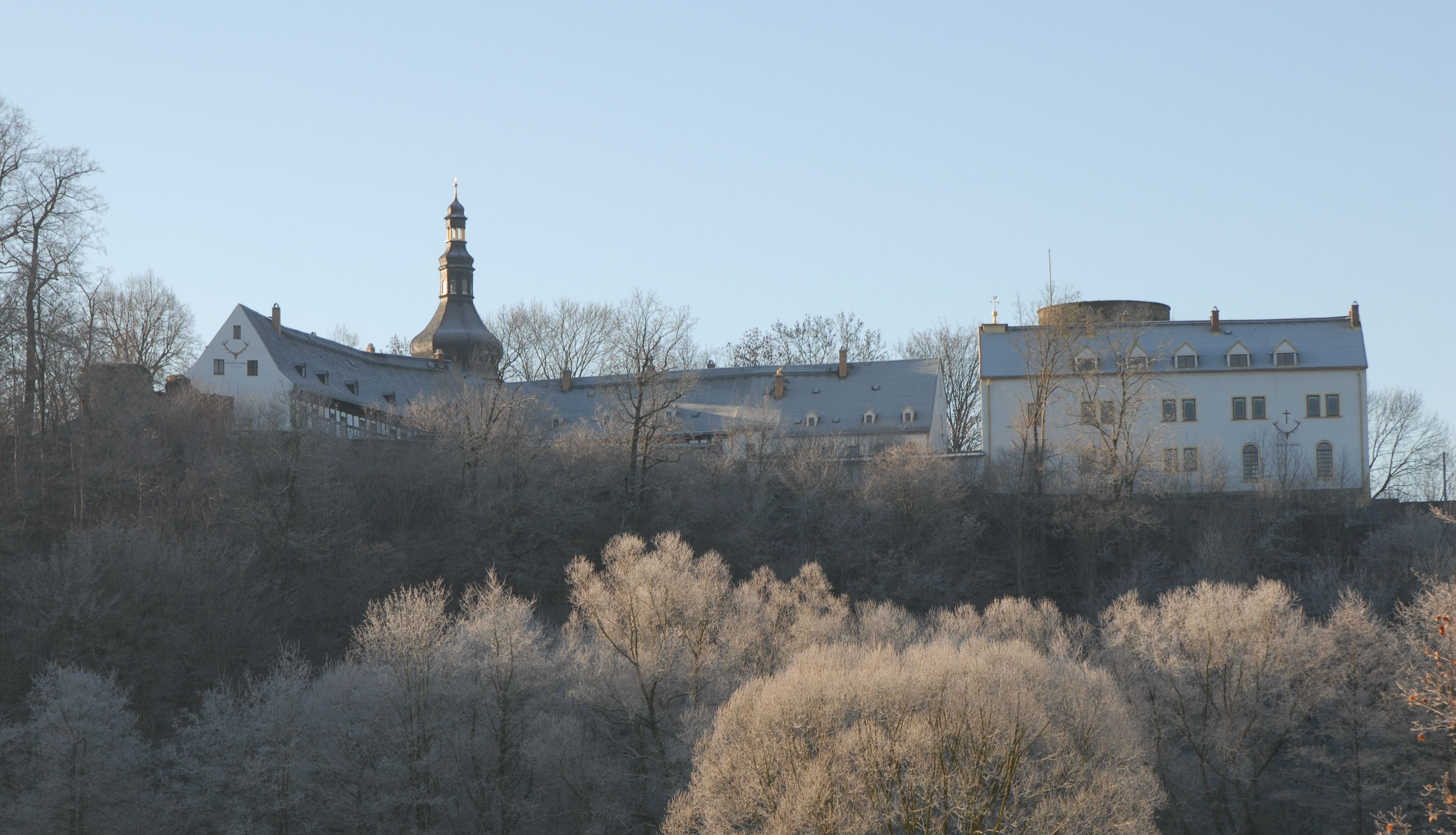
ザクセン・エルツ山地のウィーゼンブルク城、公爵家の居館

シュレースヴィヒ＝ホルシュタイン＝ゾンダーブルク＝ヴィーゼンブルク家（Schleswig-Holstein-Sonderburg-Wiesenburg）は、シュレースヴィヒ＝ホルシュタイン＝ゾンダーブルク公爵家諸家の分流の一つ。公爵の身分・称号を保有したが、シュレースヴィヒ公国及びホルシュタイン公国に対しては単に相続権を有するだけで、当該地域のどこにも統治権を持たなかった。

## 歴史
同家の始祖フィリップ・ルートヴィヒ（1620年 - 1689年）は1664年、ザクセン選帝侯ヨハン・ゲオルク2世からエルツ山地のヴィーゼンブルク代官所と代官所に属する全ての村落を購入したが、この領地に対する領邦主権は認められなかった。彼はシュネーベルクとノイシュテッテルに鉱山業を興し、この事業は最初こそ失敗に思われたものの、1670年代には大変な経済的利益を生むようになり、フィリップ・ルートヴィヒは欧州の最も成功した鉱山経営主の1人に数えられた。1675年、フィリップ・ルートヴィヒは自ら改築した居城ヴィーゼンブルク城と所領を長男フリードリヒ（1651年 - 1724年）に10万ターラーで売却した。フィリップ・ルートヴィヒは1686年、ブランデンブルク＝バイロイト辺境伯クリスティアン・エルンストからフランケン地方のオーバーコッツァウを購入し、そこで没した。
ハンガリー王国軍の陸軍中将だったフリードリヒは、シレジア・ピャスト家末裔の公女シャルロッテ・フォン・リーグニッツ＝ブリーク（1652年 - 1707年）との不幸な結婚の末に離別した。彼は死の前年の1723年、一人息子レオポルト（1674年 - 1744年）に城と所領を譲渡した。レオポルトは1725年、父公爵が死んでまもなくヴィーゼンブルク城と所領をザクセン選帝侯フリードリヒ・アウグスト1世に12万6400ターラーで売り渡した。レオポルトは皇帝に仕え、帝室顧問官を務めて金羊毛騎士団騎士となった。彼はカトリックに帰依し、リヒテンシュタイン侯ヨハン・アダム・アンドレアスの娘を妻として間に5人の息女をもうけたが、息子がなく、同家はレオポルトの代で途絶えた。

## 歴代公爵
| 在位            | 名前                                        | 備考                                                                             |
| --------------- | ------------------------------------------- | -------------------------------------------------------------------------------- |
| 1664年 - 1685年 | フィリップ・ルートヴィヒ（1620年 - 1689年） | 初代公爵、シュレースヴィヒ＝ホルシュタイン＝ゾンダーブルク公アレクサンダーの息子 |
| 1685年 - 1723年 | フリードリヒ（1651年 - 1724年）             | フィリップ・ルートヴィヒの長男、ハンガリー軍中将、エレファント騎士団騎士         |
| 1723年 - 1725年 | レオポルト（1674年 - 1744年）               | フリードリヒの長男、帝室顧問官会議顧問官、金羊毛騎士団騎士                       |